# In the Midnight Hour
In the Midnight Hour är en soullåt skriven av Steve Cropper och Wilson Pickett. Den lanserades som singel av Wilson Pickett 1965 och finns med på hans album The Exciting Wilson Pickett. Tre av fyra medlemmar ur Booker T. and the M.G.'s medverkar på inspelningen, Cropper, Donald "Duck" Dunn och Alan Jackson, Jr..
Låten listades som #135 när magasinet Rolling Stone gjorde listan The 500 Greatest Songs of All Time. Den finns även med i Rock and Roll Hall of Fames lista över "500 låtar som skapade rock'nroll" där den är Picketts enda låt på listan.
Den har spelats in av en mängd artister så som: The Rascals, The Chambers Brothers, Martha and the Vandellas, Mitch Ryder, Roxy Music, The Jam och Jackie Wilson.
Låten har funnits med i filmerna Good Morning, Vietnam (1987), Dream a Little Dream (1989), Ett oanständigt förslag (1993), My Fellow Americans (1996) och Pojkarna i mitt liv (2001). Inspelningen finns sedan 2017 bevarad i USA:s kongressbiblioteks National Recording Registry.

## Listplaceringar
- Billboard Hot 100, USA: #21[3]
- Billboard R&B Chart: #1[4]
- UK Singles Chart, Storbritannien: #12[5]